# Tomasz Adamski

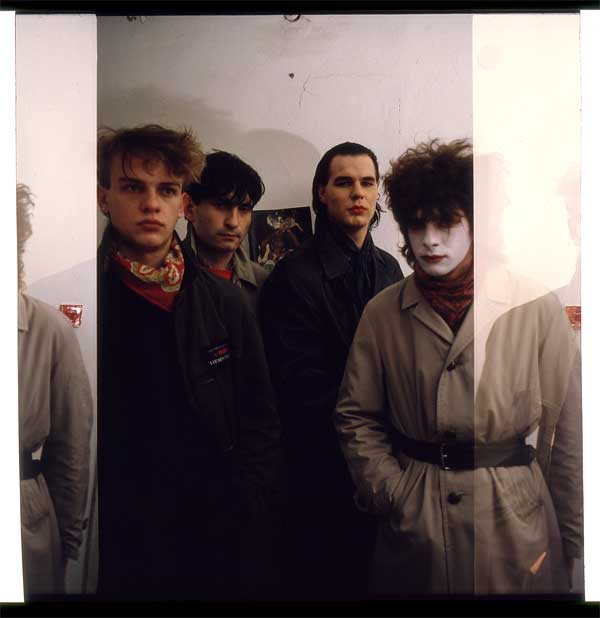
Tomasz Adamski trzeci z lewej

Tomasz Bogdan Adamski, ps. Dzwon (ur. 1963) – polski wokalista i gitarzysta rockowy, poeta, aktor teatralny. Znany głównie jako lider zespołu Siekiera. Gra w puławskim „Teatrze Poszukującym”. W 2005 ukazał się (nakładem wydawnictwa Lampa i Iskra Boża) tomik poezji Za czarną szybą.
Mieszka w Puławach.
Adamski koordynował wydanie płyty Na wszystkich frontach świata (2008) – po latach powiedział o Siekierze: Punkowa Siekiera nie utożsamiała się z żadnymi lewicowymi ani prawicowymi ekstremizmami. Była po prostu zabójczym żartem, sado-masochityczno-apokaliptycznym teatrem absurdu.